# German Blade Challenge
Die German Blade Challenge war zwischen 2002 und 2009 die ranghöchste deutsche Wettkampfserie für Inline-Speedskater.
Die Inlineskating-Wettkampfserie wurde 2002 erstmals ausgetragen, damals noch unter dem Namen Jever Blade Challenge und wird von Karsten Schölermann veranstaltet. Angesprochen sollen nicht nur die Teams aus Deutschland und Nordeuropa, sondern auch Einzelstarter, die in der Serie ausdrücklich willkommen sind. Meist handelt es sich um reine Skate-Veranstaltungen über die „klassische“ Marathondistanz. Darüber hinaus werden, die aus dem Radsport bekannten, Berg- bzw. Sprintwertungen in die Wettkämpfe eingebunden. In separaten Teamzeitfahren (Prolog) und Ausscheidungsrennen können zusätzliche Punkte für die Gesamtwertung errungen werden.
In einer zweiten Wertungsklasse für Vereinsteams, dass es bisher nur bei den Männern gibt, sind ausschließlich Sportler zugelassen die dem gleichen Verein angehören. Für diese Klasse werden, neben den Wettkämpfen der Teams gesonderte Termine anberaumt, in denen Punkte für die Vereinsteamwertung errungen werden können.
Kernmerkmale der Serie sind die für die gesamte Saison gleiche/gültige Saisonstartnummer (Saisonanmeldung: "Einmal zahlen – immer fahren"), die eigens für das Inline-Speedskaten entwickelte Elite-Zeitmessung (geschwindigkeitstauglicher Aktiv-Chip), die hohe Qualität von Strecken und Streckensicherung sowie die DRIV-Lizenzierung und Schiedsrichterbegleitung aller Rennen.
2010 wurde vom DRIV bekanntgegeben, dass aus wirtschaftlichen Gründe vorerst keine German Blade Challenges stattfinden.

## Wertungssystem

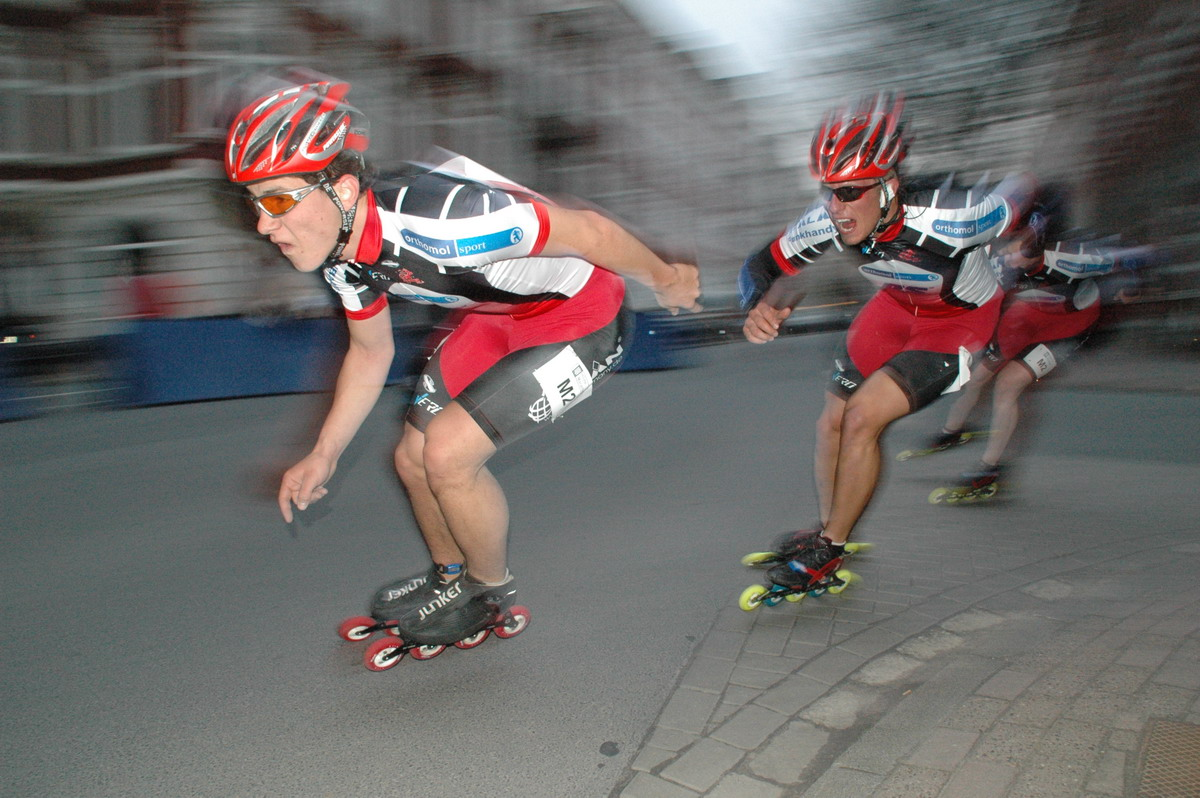
Das Team VERO-Powerslide beim Prolog Mannschaftszeitfahren in Wilhelmshaven 2006.

Pro Jahr gibt es mindestens sechs Wertungsrennen in verschiedenen deutschen Städten. Die Rennen sind in drei Wertungskategorien unterteilt. Der Erste erhält in der Premium-Klasse 1000 Punkte, in der A-Klasse 500 Punkte und in der B-Klasse 250 Punkte für den Sieg.
In die Saison-Gesamtwertung fließen die zwei besten Ergebnisse aus einem Premium-Klasse-Rennen und die vier besten Ergebnisse aus einem A- oder B-Klasse-Rennens ein. Seit 2007 besteht ein Team aus maximal fünf Frauen oder Männern. In die Teamwertung fließen die Ergebnisse der ersten drei Sportler ein und ergeben in der Summe die Tageswertung je Team.

## Gesamtwertung

### Frauen
| Jahr | Wertung | Rang 1                                       | Rang 2                             | Rang 3                                 |
| ---- | ------- | -------------------------------------------- | ---------------------------------- | -------------------------------------- |
| 2002 | Einzel  | Friederike Gehring SAAB Salomon Devo         |                                    |                                        |
| 2003 | Einzel  | Hilde Goovaerts BARCLAYCARD InLion Girls     |                                    |                                        |
| 2003 | Team    | Powerslide                                   |                                    |                                        |
| 2004 | Einzel  | Britta Vantournhout BARCLAYCARD InLion Girls |                                    |                                        |
| 2004 | Team    | BARCLAYCARD InLion Girls                     |                                    |                                        |
| 2005 | Einzel  | Sandra Wieduwilt Powerslide-Racing           | Sara Bak Verducci                  | Nina Spilger Powerslide-Racing Germany |
| 2005 | Team    | Powerslide Racing                            | KIA Motors Germany                 | der-rollenshop.de                      |
| 2006 | Einzel  | Jana Gegner ZEPTO Skate                      | Sandra Wieduwilt Powerslide-Racing | Hilde Goovaerts C-Quadrat              |
| 2006 | Team    | ZEPTO Skate                                  | C-Quadrat                          | Experts Race                           |
| 2007 | Einzel  | Sandra Wieduwilt Powerslide-PHUZION          | Katja Ulbrich Experts Race         | Sabrina Rossow Experts Race            |
| 2007 | Team    | Powerslide-PHUZION                           | Experts Race                       | Munichpower.info                       |
| 2008 | Einzel  | Franziska Neuling Powerslide-PHUZION         | Simone Kohls K2                    | Lisa Kaluzni Powerslide-PHUZION        |
| 2008 | Team    | K2                                           | der-rollenshop.de                  | O.B.F.S.T.ladies                       |
| 2009 | Einzel  | Katja Ulbrich Experts Race                   | Sylvia Ordowski der-rollenshop.de  | Karolina Kierzkowski der-rollenshop.de |
| 2009 | Team    | Experts Race                                 | der-rollenshop.de                  | Powerslide-PHUZION                     |

### Männer
| Jahr | Klasse | Rang 1                                           | Rang 2                                         | Rang 3                                 |
| ---- | ------ | ------------------------------------------------ | ---------------------------------------------- | -------------------------------------- |
| 2002 | Einzel | Christoph Zschätzsch Fila                        |                                                |                                        |
| 2003 | Einzel | Christoph Zschätzsch Fila                        |                                                |                                        |
| 2003 | Team   | Fila / Rollerblade                               |                                                |                                        |
| 2004 | Einzel | Mathieu Grandgirard Fila                         |                                                |                                        |
| 2004 | Team   | Creative-Rollerblade                             |                                                |                                        |
| 2005 | Einzel | Clemens Rubick Powerslide-Racing                 | Daniel Zschätzsch Luigino-Powerslide           | Nico Wieduwilt Creative-Rollerblade    |
| 2005 | Team   | Creative-Rollerblade                             | Powerslide-Racing                              | KIA Motors Germany                     |
| 2006 | Einzel | Mathieu Grandgirard Creative-Rollerblade Germany | Daniel Zschätzsch Creative-Rollerblade Germany | Matthias Schwierz ZEPTO Skate          |
| 2006 | Team   | Creative-Rollerblade Germany                     | ZEPTO Skate                                    | VERO-Powerslide                        |
| 2007 | Einzel | Christian Hartz SUBARU Bont                      | Nico Wieduwilt ZEPTO Skate                     | Albrecht Döring Orthomol Sport         |
| 2007 | Team   | SUBARU Bont                                      | Powerslide-PHUZION                             | Orthomol Sport                         |
| 2008 | Einzel | Ferre Spruyt Orana Race                          | Mauro Casu Subaru X-Tech                       | Markus Pape Orthomol Sport Rollerblade |
| 2008 | Team   | Subaru X-Tech                                    | Stadler-Racing                                 | Orana Race                             |
| 2009 | Einzel | Christian Diaz Granados Powerslide-PHUZION       | Markus Pape der-rollenshop.de                  | Felix Rijhnen Powerslide-PHUZION       |
| 2009 | Team   | Powerslide-PHUZION                               | Stadler-Luigino-Racing                         | Speedlager.de                          |

## Euro-Cup-Gesamtwertung
2008 fanden erste Bemühungen für einen europaweiten Cup statt. Die vier Rennen in Kassel, Wachau, Hamburg und St. Gallen wurden die ersten Wertungsläufe der Euro-Cup-Wertung.
| Euro-Cup 2009                                                       |
| ------------------------------------------------------------------- |
| Mechelen B \| Hamburg B \| Kopenhagen B \| St. Gallen A \| Wachau B |

A – Euro-A-Klasse, B – Euro-B-Klasse

### Frauen
| Jahr | Rang 1                             | Rang 2                            | Rang 3                           |
| ---- | ---------------------------------- | --------------------------------- | -------------------------------- |
| 2008 | Christine Seemann O.B.F.S.T.ladies | Sylvia Ordowski der-rollenshop.de | Christina Hejl der-rollenshop.de |

### Männer
| Jahr | Rang 1                 | Rang 2                     | Rang 3                             |
| ---- | ---------------------- | -------------------------- | ---------------------------------- |
| 2008 | Erwin Bergen ETAP-Race | Witali Bytschkow ETAP-Race | Daniel Hönigl TAV Senor Frogs Bonn |